# Grégory Brenes
Grégory Juel Brenes Obando (* 21. April 1988) ist ein ehemaliger costa-ricanischer Mountainbiker und Straßenradsportler.

## Sportliche Laufbahn
2007 wurde Grégory Brenes Gesamtdritter der Vuelta Ciclista a Costa Rica. 2007, 2008 und 2009 gewann er die heimische  Vuelta de la Juventud.
2008 gewann Brenes die Vuelta Ciclista a Costa Rica, im Jahr darauf wurde er Gesamtzweiter. Ebenfalls 2009 errang er bei den Panamerikameisterschaften Silber im Straßenrennen und wurde nationaler U23-Meister im Einzelzeitfahren. 2011 gewann er zwei Etappen der heimischen Rundfahrt und belegte Platz vier im Einzelzeitfahren der Panamerikameisterschaften, und 2012 entschied er den Prolog der Vuelta Mundo Maya für sich. 2014 und 2015 bestritt Brenes hauptsächlich Rennen in den USA und Mexiko und gewann 2015 das Joe Martin Stage Race.
2017 beendete Brenes seine Laufbahn als Elite-Straßenfahrer, bestreitet aber weiterhin Mountainbike-Wettbewerbe wie etwa die Bike Transalp, wo er etwa 2019 gemeinsam mit dem Italiener Tony Longo Platz zwei belegte.

## Erfolge
2006
- Panamerikameisterschaft (Junioren) – Mountainbike (CC)[3]

2008
- Gesamt- und Bergwertung sowie eine Etappe Vuelta Ciclista a Costa Rica

2009
- Panamerikameisterschaft – Einzelzeitfahren
- Mannschaftszeitfahren Vuelta Ciclista a Costa Rica
- Costa-ricanischer Meister – Einzelzeitfahren (U23)

2011
- zwei Etappen Vuelta Ciclista a Costa Rica

2012
- Prolog Vuelta Mundo Maya

2015
- Gesamtwertung und eine Etappe Joe Martin Stage Race

## Teams
- 2009 Continental Differdange
- 2010 Burgos 2016-Castilla y León
- 2011 Movistar Continental Team
- 2012 Movistar Continental Team
- 2013 Champion System (Stagiaire)
- 2014 Jamis-Hagens Berman
- 2015 Jamis-Hagens Berman
- 2016 Coopenae-Extralum
- 2017 Inteja Dominican Cycling Team